# 愛しのガール
「愛しのガール」（いとしのガール）は、1977年9月2日に発売された、やしきたかじんの2枚目のアルバム。

## 解説
前作「TAKAJIN」より1年振り、作詞・作曲・編曲が同じ顔触れで制作された。
ジャケットでは、女性7人とたかじんが登場、2枚目のアルバムであるため「Takajin2」と書かれている。
本作を最後に、たかじんはベルウッドを離れ、親会社であるキングレコードに移籍する。

## 再発
たかじんが2014年1月3日に急逝したことを受け、同年2月26日にキングレコードに遺したオリジナル・アルバム4作品が同日、CDで復刻再発された。

## 収録曲
※全作詞：荒木十章／全作曲：家鋪隆仁／全編曲：クニ河内
- SIDE A

1. 空車 [03:51]
2. 酔っ払いユミ [03:30]
3. 星の夜の家出 [04:13]
4. 昨日のあなた [02:51]
5. ミナの物語 [03:13]

- SIDE B

1. 愛しのガール [03:09]
2. ほんの昔 [02:56]
3. 雨に消えて [02:58]
4. 秋の手紙 [03:59]
5. ふみきり [05:37]